# Ежен Ларманс
Ежен Ларма́нс (фр. Eugène Laermans, 21 жовтня 1864, Моленбек-Сен-Жан, Бельгія — 22 лютого 1940, Брюссель, Бельгія) — бельгійський живописець. 
У 1887—89 роках навчався в Королівській Академії витончених мистецтв в Брюсселі. Картини Ларманса присвячено сільській та міській бідноті. 

## Твори
- "Вечір страйку" (1894),
- "Дорога" (1898),
- "Смерть" (1904),
- "Відпочинок на пагорбі" (1923),
- триптих "Емігранти" (1896),
- "Сліпа" (1898),
- "Гроза" (1899) та інші.

## Галерея

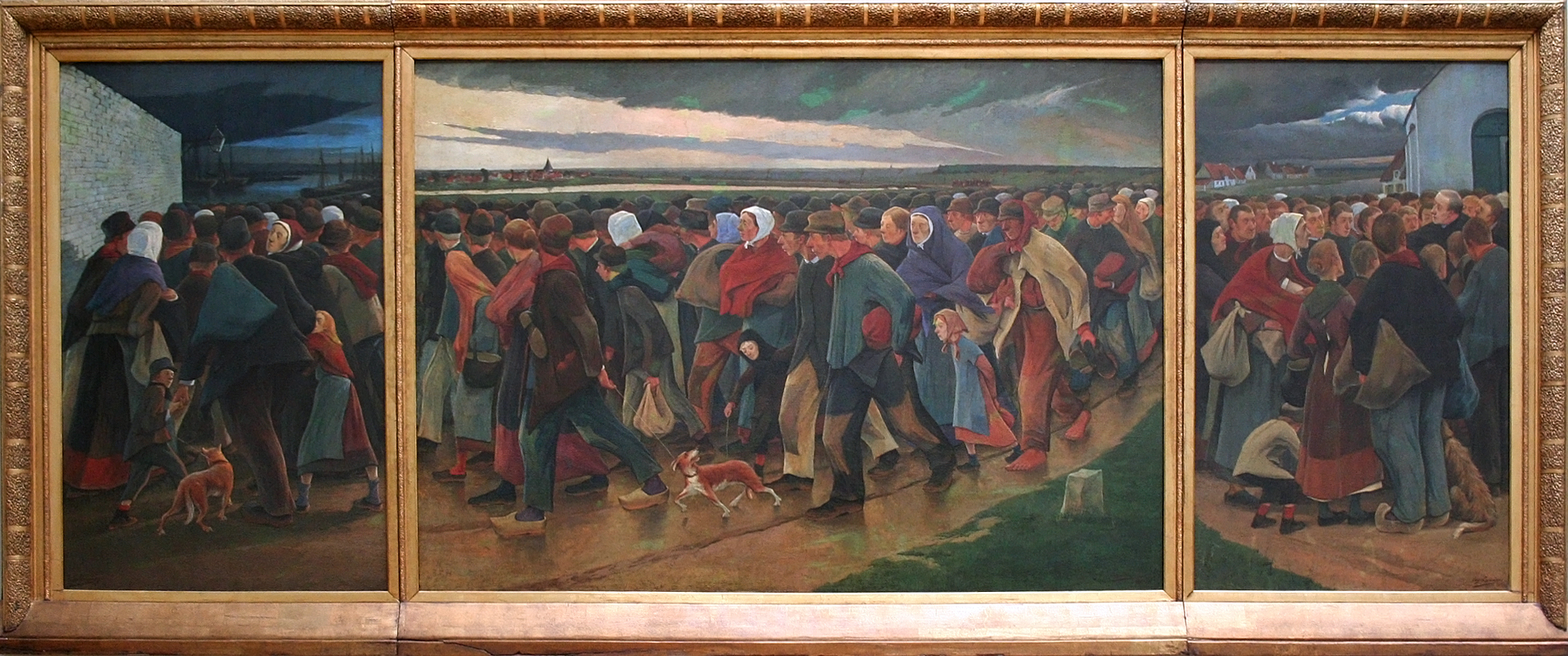
Триптих "Емігранти". 1896.
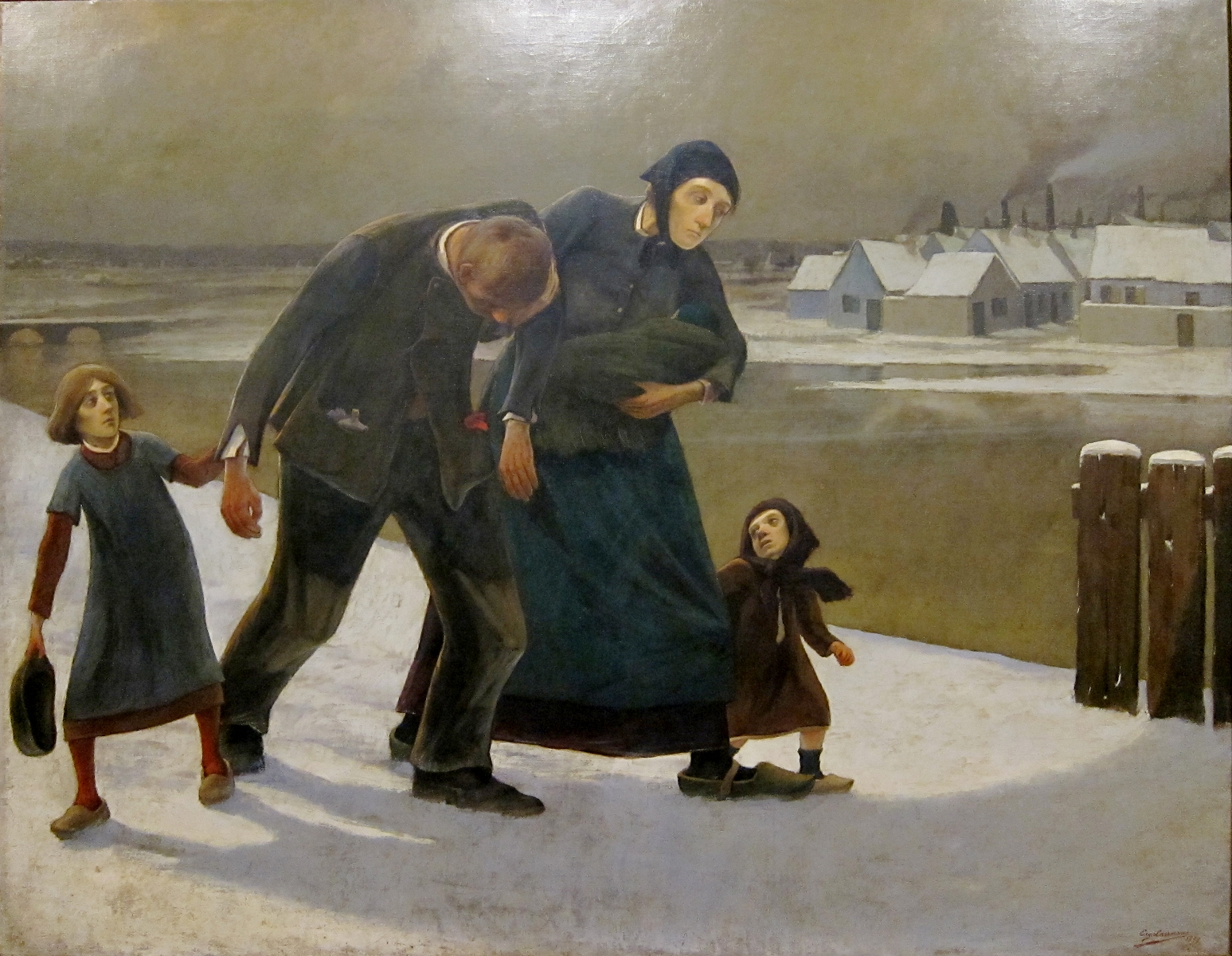
П'яничка. 1898.
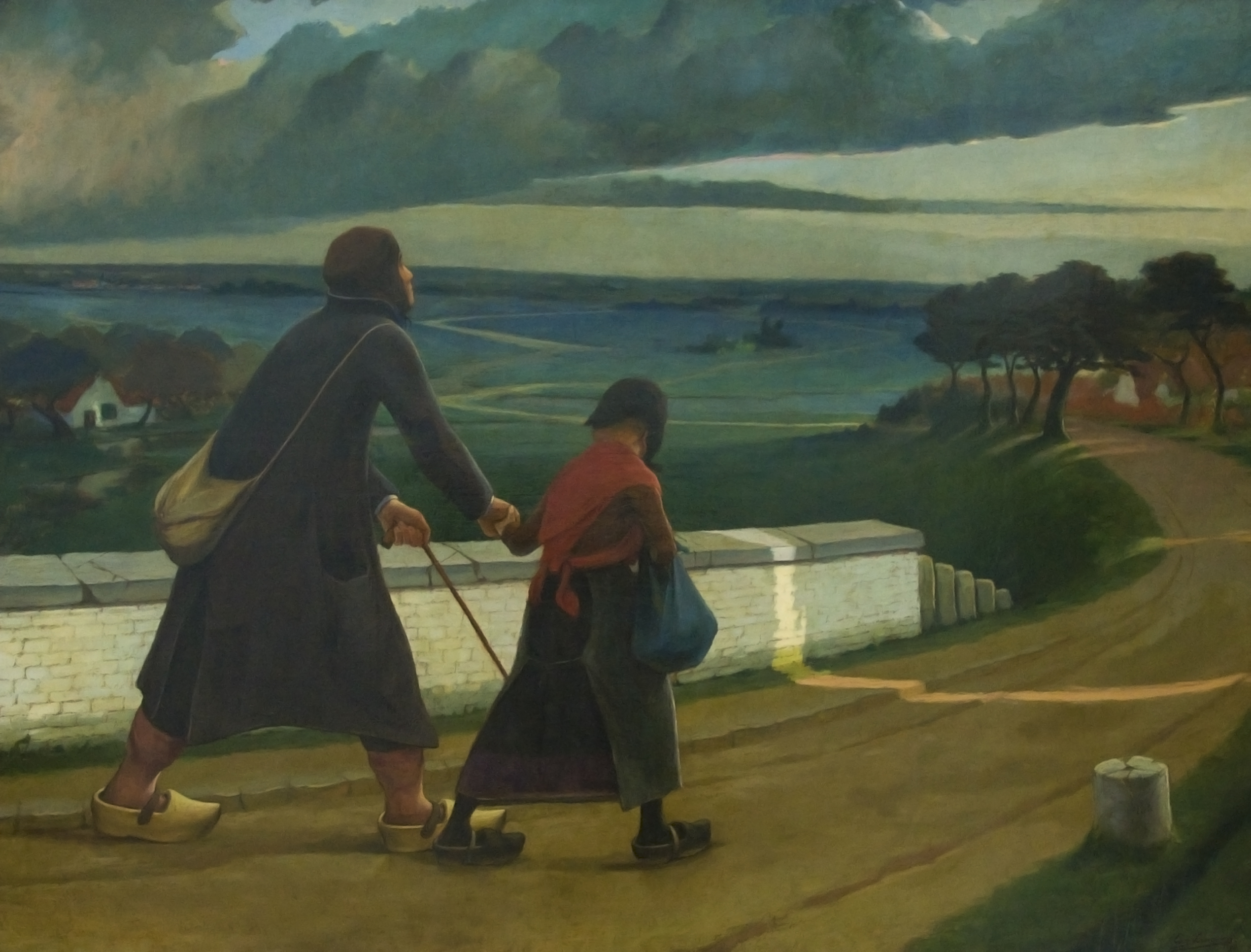
Сліпа. 1898.
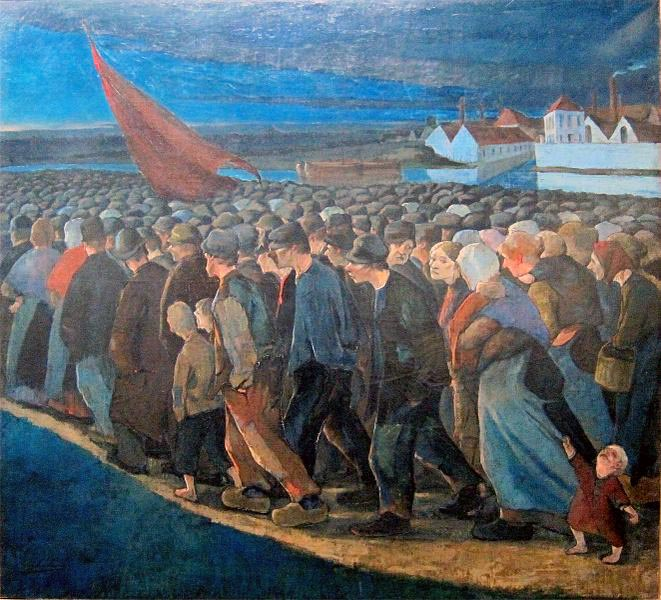
Страйк. 1893.